# CG-19滑翔機
Douglas CG-19是一款由道格拉斯飛行器公司於1940年代末研製的突擊滑翔機。

## 發展
1946年1月31日，美國陸軍航空軍頒布了兩架新型突擊滑翔機的要求，其中一架能夠在24ft(7.3m)長的貨艙內牽引8,000磅（3,628.7公斤）的輕型滑翔機，以及一架能夠在長30英尺（9.1米）的貨艙內牽引16,000磅（7,257.5公斤）的重型滑翔機。大通飛機公司和道格拉斯飛行器公司獲得了建造「輕型滑翔機」原型機的合同，大通的設計編號為XCG-18，道格拉斯的Model 1028編號為XCG-19。採用鋁製機身機身結構，貨艙尺寸為24.7ft×7.7ft×6.5ft（7.5m×2.3m×2.0m）；為了裝載貨物，CG-19 的後機身透過鉸鏈進行側向擺動。雖然美軍於1947年3月檢查CG-19的模型，但因為受限的預算，最終取消了進度較慢CG-19，轉而投資原型機接近完成的CG-18。